# Trichillurges maculatus
Trichillurges maculatus là một loài bọ cánh cứng trong họ Cerambycidae.